# 158 Corônis
Corônis (asteroide 158) é um asteroide da cintura principal com um diâmetro de 35,37 quilómetros, a 2,7064024 UA. Possui uma excentricidade de 0,0565242 e um período orbital de 1 774,54 dias (4,86 anos).
Corônis tem uma velocidade orbital média de 17,58579239 km/s e uma inclinação de 1,00337º.
Este asteroide foi descoberto em 4 de Janeiro de 1876 por Viktor Knorre.
Este asteroide recebeu este nome em homenagem à personagem Corónis da mitologia grega.   